# Heinz Fleckenstein
Heinz Fleckenstein (* 23. Januar 1907 in Oeventrop; † 8. Februar 1995 in Würzburg) war katholischer Geistlicher und Theologieprofessor an der Julius-Maximilians-Universität Würzburg.

## Leben
Er studierte ab 1926 Philosophie und Theologie an der Universität Würzburg und trat 1927 in das Priesterseminar Würzburg ein. Am 19. März 1931 wurde er in Würzburg zum Priester geweiht und zum Kooperator in Bad Neustadt an der Saale ernannt. 1932 wurde Fleckenstein Präfekt am bischöflichen Knabenseminar Ferdinandeum und wurde 1934 bei Ludwig Ruland an der Universität Würzburg zum Dr. theol. promoviert. Ab 1935 war er Benefiziat in Kitzingen, ab 1936 in Ochsenfurt. Parallel arbeitete er an seiner Habilitation „Persönlichkeit und Organminderwertigkeiten. Ein Beitrag zur moral- und pastoral-theologischen Erkenntnis“, die 1938 abschloss. Im Anschluss daran war er in Würzburg Dozent für Moraltheologie und Homiletik. 1943 wurde Fleckenstein Pfarrer in Veitshöchheim. Nach der Wiedereröffnung der Philosophisch-Theologischen Hochschule Regensburg 1945 wurde er dort Professor für Moraltheologie. Von 1947 bis 1953 war er zugleich Rektor der Hochschule. Daneben leitete Fleckenstein ab 1948 den Deutschen Zweig des Internationalen Instituts für Sozialwissenschaft und Politik, das Arthur F. Utz an der Universität Freiburg im Üechtland gegründet hatte.
1953 wurde Fleckenstein als ordentlicher Professor auf den neuen Lehrstuhl für Pastoraltheologie an die Julius-Maximilians-Universität Würzburg berufen. Sein Biograph August Laumer charakterisiert ihn als „praktische[n] Theologe[n] und gleichzeitig theologische[n] Praktiker“. Dort wirkte er u. a. am „Theologie im Fernkurs“, der Würzburger Synode sowie an der Konzeption der neuen Ausbildung zum Ständigen Diakon mit. 1962 wurde Fleckenstein zum Päpstlichen Ehrenprälaten ernannt, 1965 erhielt er den Bayerischen Verdienstorden. 1956/57 und 1967/68 war er zudem Rektor der Universität. 1972 wurde Fleckenstein emeritiert.
Seit 1948 war er Ehrenmitglied der katholischen Studentenverbindung KDStV Markomannia Würzburg.

## Schriften (Auswahl)
- Persönlichkeit und Organminderwertigkeiten. Ein Beitrag zur moral- und pastoral-theologischen Erkenntnis. Freiburg im Breisgau 1938, OCLC 14741959.
- Christliche Deutung und Ordnung der Beziehungen zwischen den Geschlechtern. Nürnberg 1946, OCLC 163264289.
- Gedanken und Anregungen zur geschlechtlichen Erziehung. Donauwörth 1949, OCLC 73364458.
- mit Willy Bokler: Die sexualpädagogischen Richtlinien in der Jugendpastoral. Mainz 1967, OCLC 468692459.